# Mégapode de Layard
Megapodius layardi
Espèce
Statut de conservation UICN

 LC  : Préoccupation mineure
Le Mégapode de Layard  (Megapodius layardi) est une espèce d'oiseau de la famille Megapodiidae.

## Répartition
Il est endémique au Vanuatu.

## Habitat
Son habitat naturel est les forêts humides subtropicales ou tropicales en plaine.